# Fallen : Les Damnés
Pour les articles homonymes, voir Fallen.
Pour plus de détails, voir Fiche technique et Distribution.
Fallen : Les Damnés (Fallen) est un film fantastique américano-hongrois réalisé par Scott Hicks, d'après la série de romans Damnés (en) de Lauren Kate, et sorti en 2016.

## Synopsis
Luce vient tout juste d'intégrer le lycée Sword & Cross, un établissement hautement surveillé pour les jeunes délinquants car on la croit responsable d’un crime qu’elle n’a pas commis. Elle y fait la connaissance du ténébreux Daniel, qui l'attire dès leur première rencontre. Dans cet endroit sinistre où les portables sont interdits, où les élèves traînent derrière eux un lourd passé et où des caméras surveillent leurs moindres faits et gestes, Daniel devient une obsession. Mais le jeune homme évite Luce, qui est aussi courtisée par Cam, un beau brun aux yeux verts. Malgré sa fascination pour Daniel, Luce n'arrive pas à résister a Cam. Ce dilemme perturbe la jeune fille qui est déjà déstabilisée par la présence incessante d'ombres, qui la poursuivent et l'inquiètent depuis son enfance. Tout est conçu pour que l'ordre règne à Sword & Cross, pourtant ce lieu deviendra le théâtre de drames troubles et mystérieux...
Alors que les deux se battent, Cam révèle qu'il n'est pas celui qui est derrière les meurtres de Luce. Pendant ce temps, Miss Sophia tue Penn. Luce crie, ce qui amène Daniel à son aide et il la protège de Miss Sophia, qui se révèle être celle qui essaie réellement de tuer Luce. Miss Sophia justifie ses meurtres en expliquant qu'avec le départ de Luce, Daniel aurait été obligé de choisir son camp et l'ordre aurait été rétabli. Les ombres apparaissent derrière Miss Sophia pendant qu'elle parle et la consument.
Daniel explique à Luce secouée que le fait qu'elle ne soit pas baptisée rendrait sa prochaine mort permanente. Miss Sophia pensait que cela amènerait Daniel à choisir le paradis. Il lui dit que Lucifer viendra bel et bien pour elle et qu'il doit l'emmener dans un endroit sûr. Ils se déclarent leur amour alors qu'ils partent pour trouver refuge loin de Lucifer.

## Fiche technique
Sauf indication contraire, les informations mentionnées dans cette section peuvent être confirmées par la base de données cinématographiques IMDb,  présente dans la section « Liens externes ».
- Titre original : Fallen
- Réalisation : Scott Hicks
- Scénario : Nichole Millard, Kathryn Price et Michael Ross, d'après Damnés de Lauren Kate
- Direction artistique : Barbara Ling
- Décors : Zsuzsanna Borvendég
- Costumes : Bojana Nikitovic
- Montage : Scott Gray
- Musique : Mark Isham
- Photographie : Alar Kivilo
- Production : Mark Ciardi, Gordon Gray, Bill Johnson et Jim Seibel
- Sociétés de production : Lotus Entertainment, Mayhem Pictures et Silver Reel
- Sociétés de distribution :  Lotus Entertainment / Walt Disney Pictures
- Budget : 30 millions de dollars
- Pays d’origine :  États-Unis,  Hongrie
- Langue originale : anglais
- Format : couleur - 2,35:1 - son Dolby numérique
- Genre : fantastique, drame, aventure, thriller
- Durée : 140 minutes
- Dates de sortie[1] : 2016

## Distribution
- Addison Timlin (VFB : Helena Coppejans) : Lucinda « Luce » Price
- Jeremy Irvine (VFB : Alexis Flamant) : Daniel Grigori
- Harrison Gilbertson (VFB : Matteo Marchese) : Cameron « Cam » Briel
- Daisy Head (en) (VFB : Séverine Cayron) : Arriane Alter
- Lola Kirke (VFB : Valérie Muzzi) : Pennyweather « Penn » Van Syckle Lockwood
- Sianoa Smit-McPhee (en) (VFB : Ludivine Deworst) : Molly Zane
- Hermione Corfield (VFB : Nancy Philippot) : Gabrielle « Gabbe » Givens
- Malachi Kirby (VFB : Jonathan Simon) : Roland Sparks
- Joely Richardson (VFB : Nathalie Hugo) : Miss Sophia
- Juliet Aubrey (VFB : Marie-Line Landerwijn) : Doreen Price
- Leo Suter (VFB : Jonathan Simon) : Trevor Beckman
- Chris Ashby (VFB : Pierre Le Bec) : Todd Hammond
- David Schaal (en) (VFB : Michel Hinderyckx) : Randy
- Norma Kuhling (en) : Rachel

Version française enregistrée au studio Sonhouse Bruxelles, sous la direction artistique de Marie-Line Landerwijn et d'après une adaptation assurée par cette dernière. Informations prélevées du carton du doublage français.